# Grote Prijs Jean-Pierre Monseré
Il Grote Prijs Jean-Pierre Monseré è una corsa in linea maschile di ciclismo su strada che si disputa con cadenza annuale nei dintorni di Roeselare, nella Fiandre Occidentali in Belgio. Si svolge dal 2012, ma solo dal 2017 fa parte del circuito UCI Europe Tour come prova di classe 1.1.

## Albo d'oro
Aggiornato all'edizione 2025.
| Anno | Vincitore                | Secondo              | Terzo               |
| ---- | ------------------------ | -------------------- | ------------------- |
| 2012 | Frédéric Amorison        | Paavo Paajanen       | Baptiste Planckaert |
| 2013 | Tom Van Asbroeck         | Wouter Wippert       | Baptiste Planckaert |
| 2014 | Guillaume Van Keirsbulck | Mathieu van der Poel | Iljo Keisse         |
| 2015 | Jürgen Roelandts         | Jérôme Baugnies      | Danny van Poppel    |
| 2016 | Lars Boom                | Stijn Steels         | Timothy Dupont      |
| 2017 | Laurens Sweeck           | Roy Jans             | Jérôme Baugnies     |
| 2018 | André Looij              | Pierre Barbier       | Kenny Dehaes        |
| 2019 | Non disputato            | Non disputato        | Non disputato       |
| 2020 | Fabio Jakobsen           | Timothy Dupont       | Alfdan De Decker    |
| 2021 | Tim Merlier              | Mark Cavendish       | Timothy Dupont      |
| 2022 | Arnaud De Lie            | Dries De Bondt       | Hugo Hofstetter     |
| 2023 | Gerben Thijssen          | Caleb Ewan           | Sam Welsford        |
| 2024 | Jarne Van De Paar        | Timothy Dupont       | David Dekker        |
| 2025 | Alexys Brunel            | Stian Fredheim       | Michiel Coppens     |